# 拉利馬

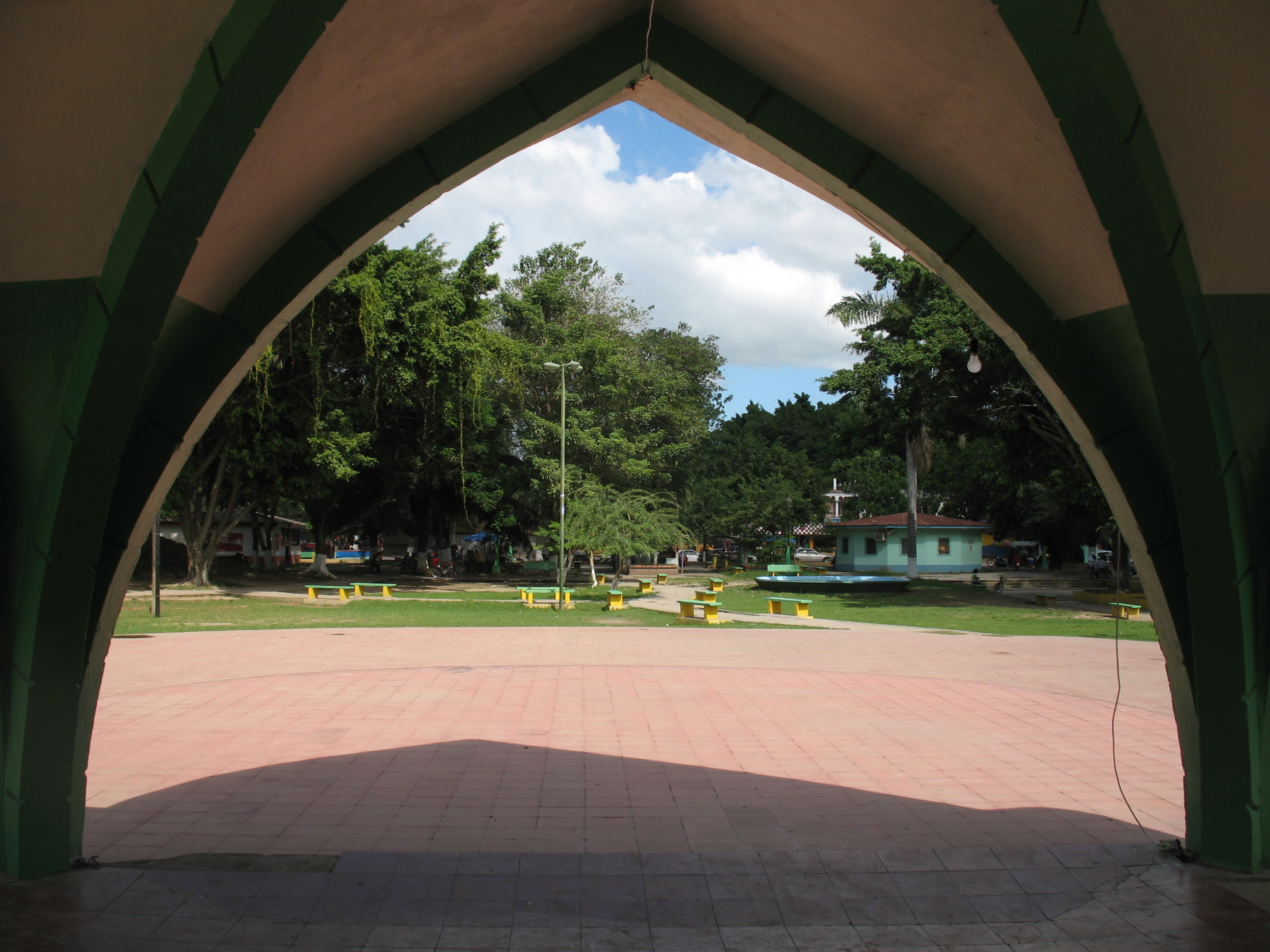
拉利馬

拉利馬（西班牙語：La Lima）是洪都拉斯的城市，由科爾特斯省負責管轄，位於該國西北部，始建於1871年，面積116平方公里，海拔高度33米，鄉村地區主要用作種植香蕉，2001年人口53,492。
15°25′59″N 87°55′01″W / 15.433°N 87.917°W